# Южно Медведково (район на Москва)
Южно Медведково е административен район на Североизточен окръг в Москва.